# Großbehälter

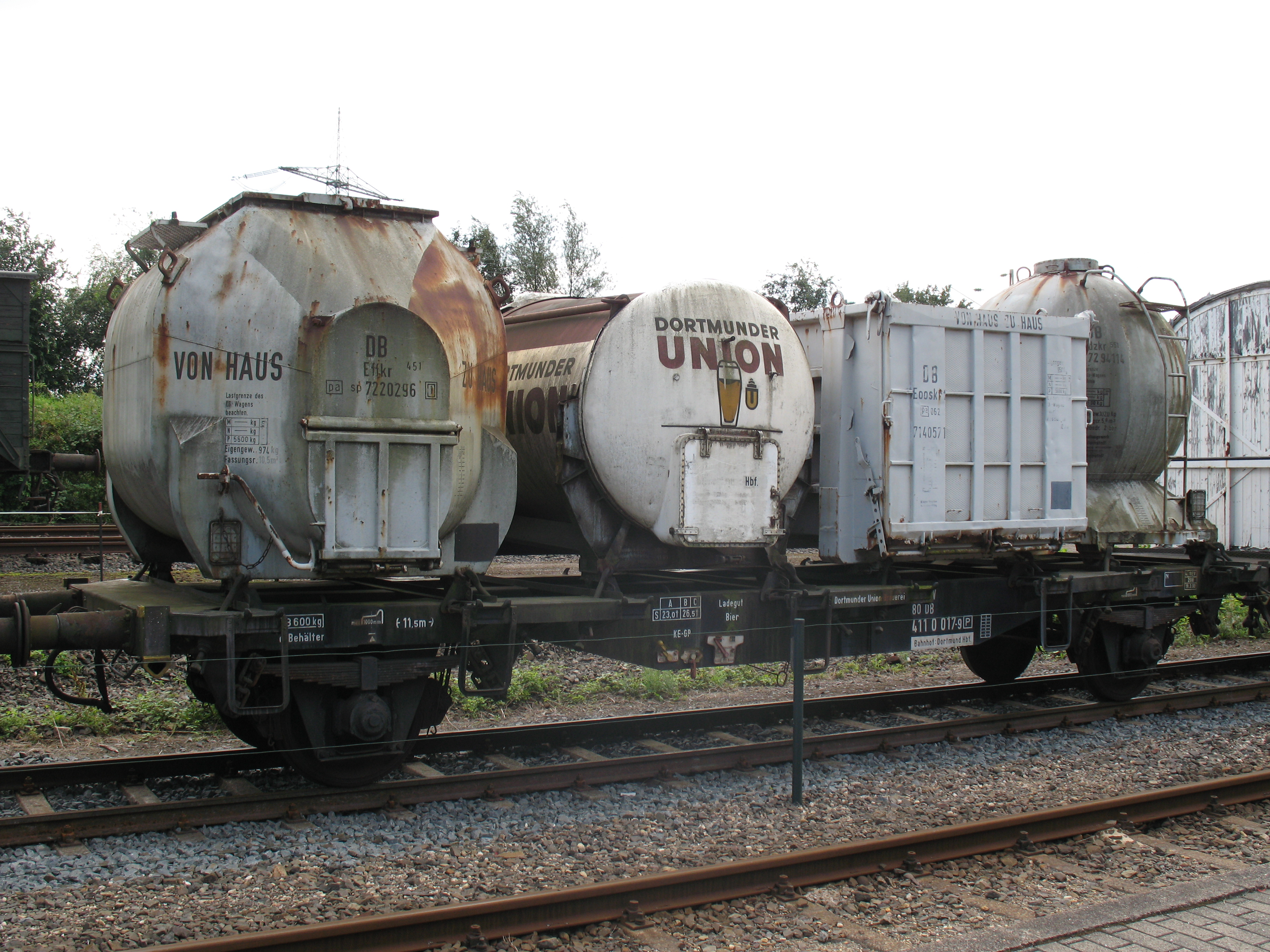
Verschiedene Großbehälter auf einem Behältertragwagen

Ein Großbehälter ist ein Behälter zur Lagerung und zum Transport von Gütern. Die Frachtbehälter existieren in verschiedensten Größen und sind standardisiert, um Transport und Planung zu vereinfachen. Im Gegensatz zu den Kleinbehältern haben sie einen Rauminhalt von mehr als drei Kubikmetern.
Großbehälter wurden nach dem Zweiten Weltkrieg bei den europäischen Bahnen eingesetzt, um ungebrochene Transportketten mit Bahn und Lastwagen zu verwirklichen. Die Behälter waren genormt und hatten ein Fassungsvermögen von drei bis zwölf Kubikmeter. International war ein maximales Gewicht von fünf Tonnen zugelassen, sodass drei Behälter zusammen auf einem zweiachsigen Güterwagen mit 15 t Tragfähigkeit transportiert werden konnten. Später kamen auch Güterwagen für vier Großbehälter zum Einsatz. 
Die Niederländischen Bahnen setzten bereits ab 1938 Kleinbehälter ein und hatten in den 1950er-Jahren um die 2500 Behälter im Umlauf. Spezielle Sattelzüge konnten die Kleinbehälter direkt vom Bahnwagen übernehmen. Die LKW konnte die offenen Schüttgutbehälter zur Entleerung kippen oder die Behälter über eine Rampe auf die Straße absetzen. Die SBB führten erste Versuche mit Wagen, Behälter und Sattelzügen im Sommer 1949 durch und beschaffte danach eigene Behälter. Anfang der 1950er-Jahre waren Großbehälter bei den Belgischen, Deutschen und Französischen Bahnen im Einsatz.